# Leptomenes mixtus
Leptomenes mixtus är en stekelart som beskrevs av Giordani Soika. Leptomenes mixtus ingår i släktet Leptomenes och familjen Eumenidae. Inga underarter finns listade i Catalogue of Life.